# Rosa Estaràs
Rosa Estaràs Ferragut (Valldemossa, 21 de outubro de 1965) é uma política espanhola, e atualmente deputada ao Parlamento Europeu (MEP). Ela é membro do Partido Popular.

## Membro do Parlamento Europeu, 2009–presente
Além das atribuições da comissão, Estaràs é membro do Intergrupo do Parlamento Europeu para os Mares, Rios, Ilhas e Zonas Costeiras; Intergrupo do Parlamento Europeu sobre Direitos LGBT; Intergrupo do Parlamento Europeu sobre Deficiência e a Aliança MEP para a Saúde Mental.